# Phare de Lastres
Le phare de Lastres (Llastres en asturien) est un phare situé sur Cabo Lastres dans la paroisse civile de Lastres de Colunga, dans la province des Asturies en Espagne.
Il est géré par l'autorité portuaire de Gijón.

## Histoire
Ce phare est le dernier construit sur la côte des Asturies du plan de signalisation maritime des années 1885-89. Il n'a été mis en service qu'en 1993.
C'est une tour cylindrique de 15 m de haut, avec lanterne et galerie, se levant au centre d'un bâtiment technique carré d'un étage de 3 m de haut. L'édifice en maçonnerie est peint blanc et le dôme de lanterne est peint en vert. Il est construit au centre d'un terrain de 1.200 m² entouré d'un muret de pierre surmonté d'une clôture grillagée.
Il est placé au bout d'un promontoire élevé à environ 6 km au nord de Colunga et 40 km à l'est de Gijón. Sa hauteur focale est de 118 m au-dessus du niveau de la mer et le phare émet un groupe de 5 éclats blancs, toutes les 25 secondes, visibles jusqu'à 23 milles nautiques (environ 42 km).
Identifiant : ARLHS : SPA053 ; ES-01680 - Amirauté : D1591 - NGA : 2130.
|          |
| Le phare |

|                        |
| Lastres, vue de la mer |